# Nelly et Nadine
Pour plus de détails, voir Fiche technique et Distribution.
Nelly et Nadine (Nelly och Nadine) est un film documentaire réalisé par Magnus Gertten en 2022. Il s'agit du dernier volet d'une trilogie du réalisateur.
Il raconte l'histoire de la vie des deux héroïnes du titre, Nelly Mousset-Vos et Nadine Hwang, qui sont tombées amoureuses alors qu'elles étaient prisonnières du camp de concentration de Ravensbrück pendant la Seconde Guerre mondiale. Quelques décennies plus tard, la petite-fille de Nelly part à la recherche d'indices sur la relation entre les deux femmes, restée longtemps secrète.
La première mondiale a eu lieu en février 2022 au 72e Festival international du film de Berlin. La sortie au cinéma en Allemagne a eu lieu le 24 novembre 2022.

## Synopsis
Dans le camp de concentration de Ravensbrück, en1944 à Noël, la chanteuse d'opéra belge et détenue du camp de concentration Nelly Mousset-Vos est invitée à interpréter des chants de Noël dans l'hébergement français. Parmi l'audience se trouve Nadine Hwang, qui lui demande d'interpréter quelque chose de l'opéra Madama Butterfly . Après une première hésitation, Nelly chante l'air Un bel di vedremo, qui parle d'attendre un être cher. Nadine la complimente alors et embrasse Nelly.
Nelly et Nadine deviennent amantes et passent autant de temps que possible ensemble. Bien qu'elles soient séparés au bout de deux mois lorsque Nelly est transférée dans un autre camp de concentration, les deux femmes se retrouvent. Elles survivent à la guerre et décident de rester ensemble pour le reste de leur vie en cachant leur relation lesbienne. Nelly et Nadine décident plus tard d'émigrer au Venezuela afin de vivre plus librement où elles se font passer pour des cousines. Au début des années 1970, elles retournent en Europe et passent les dernières années de leur vie à Bruxelles.
Des décennies plus tard, Sylvie, la petite-fille de Nelly, part à la recherche d'indices sur le couple. A l'aide des effets personnels des deux femmes : de photos, de lettres d'amour, d'images filmées et du journal intime de Nelly, Sylvie parvient à reconstituer son histoire. Les textes du journal en particulier donnent un aperçu personnel de la vie intérieure de Nelly.  
La vie terrestre de Sylvie dans une ferme du nord de la France avec son mari constitue un contrepoint à l'existence mouvementée de Nelly.

## Fiche technique
- Titre : Nelly et Nadine
- Titre original : Nelly och Nadine
- Titre anglais : Nelly and Nadine – A Truly Incredible Love Story
- Réalisateur : Magnus Gertten
- Scénario : Jesper Osmund
- Musique : Marthe Belsvik Stavrum

## Histoire d'origine
Nelly et Nadine est la 17e réalisation de Magnus Gertten, un Suédois spécialisé dans les films documentaires. Le travail de mise en scène, basé sur des matériaux d'archives, représente la dernière partie de sa « Trilogie du 28 avril ». Après sa libération du camp de concentration, Nadine Hwang a été évacuée vers la Suède avec des milliers d'autres survivants. Leur arrivée le 28 avril 1945 dans le port de Malmö a été documentée par des photographes de presse ; il existe un film en noir et blanc de cet événement. La date donne le titre à la trilogie de Gertten. En 2007, il découvre ces photos et décide de rechercher le contexte biographique des personnes représentées. Cela a également abouti aux deux premières parties Harbour of Hope ( Hoppets hamn, 2011) et Every Face Has a Name (2015).
Sylvie, qui vit dans une ferme du nord de la France, a vu le travail de Gertten et l'a ensuite contacté. Avant de décider de travailler avec Gertten, elle n'avait pas examiné l'héritage de sa grand-mère car la peur d'affronter les expériences de Nelly dans le camp de concentration était trop grande. 
Durant sa jeunesse, le passé familial de Nelly importait aussi peu que sa relation avec Nadine. Petit à petit, le public voit comment Sylvie surmonte ses tabous et fait ainsi connaître au public l'histoire de Nelly et Nadine. Ceci est une transposition de la phrase prononcée dans le film : « Rien n’est vrai tant qu’il n’est pas socialement exprimé. ». 
Le film a été produit par Ove Rishøj Jensen pour Auto Images. Les voix de Nelly et Nadine ont été enregistrées par les deux actrices belges Anne Coesens et Bwanga Pilipili.

## Sorties
Nelly & Nadine ont reçu une invitation à la section Panorama Documents de la Berlinale. L’œuvre y a été créée le 11 février 2022. 
Il est sorti en salles en Suède le 11 mars 2022. La sortie au cinéma en Allemagne a eu lieu le 24 novembre 2022.

## Accueil
L'historienne Anna Hájková a écrit dans le Tagesspiegel : 
« Moi aussi, je suis fan, justement parce que le film raconte de manière si directe l'histoire convaincante d'un grand amour lesbien. "Nelly et Nadine"» met fin d'un seul coup à des décennies de silence et de honte qui ont duré depuis la guerre. Et parce que Gertten, qui travaille pour la troisième fois avec le matériel de Malmö, maîtrise son métier, c'est devenu une œuvre formidable et captivante. J'ai vu des dizaines de documentaires sur l'Holocauste, bien intentionnés mais plutôt ennuyeux. Ce n'est pas une mince affaire. » . 
La Trois confie : 
« Au bout des 90 minutes de film, on ressort ému et plein d’admiration pour ces femmes dont l’amour a été plus fort que la barbarie nazie, plus fort aussi que les tabous, que le jugement sévère d’une époque devant l’amour entre deux femmes. ». 

## Distinctions

### Prix
- Teddy Award dans la catégorie Prix du Jury
- Grand Prix au Festival du Film de Cabourg 2022

### Nominations
Dans le cadre de la Berlinale 2022, Nelly & Nadine est nommée pour le Prix du Film Documentaire de la Berlinale.